# Megan Mylan
Megam Mylan é uma cineasta norte-americana. Como reconhecimento, foi nomeado ao Oscar 2009 na categoria de Melhor Documentário em Curta-metragem por Smile Pinki.